# Worms
Worms, pronunțat [vɔʁms] (latină Borbetomagus, Civitas Vangionum și Vormatia; idiș Vermayze, װערמײַזע), este un oraș în sud-estul landului nemțesc Renania-Palatinat, situat pe malul Rinului.

## Monumente
- Catedrala din Worms

## Personalități
- Hermann Staudinger (1881–1965), laureat al Premiului Nobel pentru Chimie pe 1953

Worms
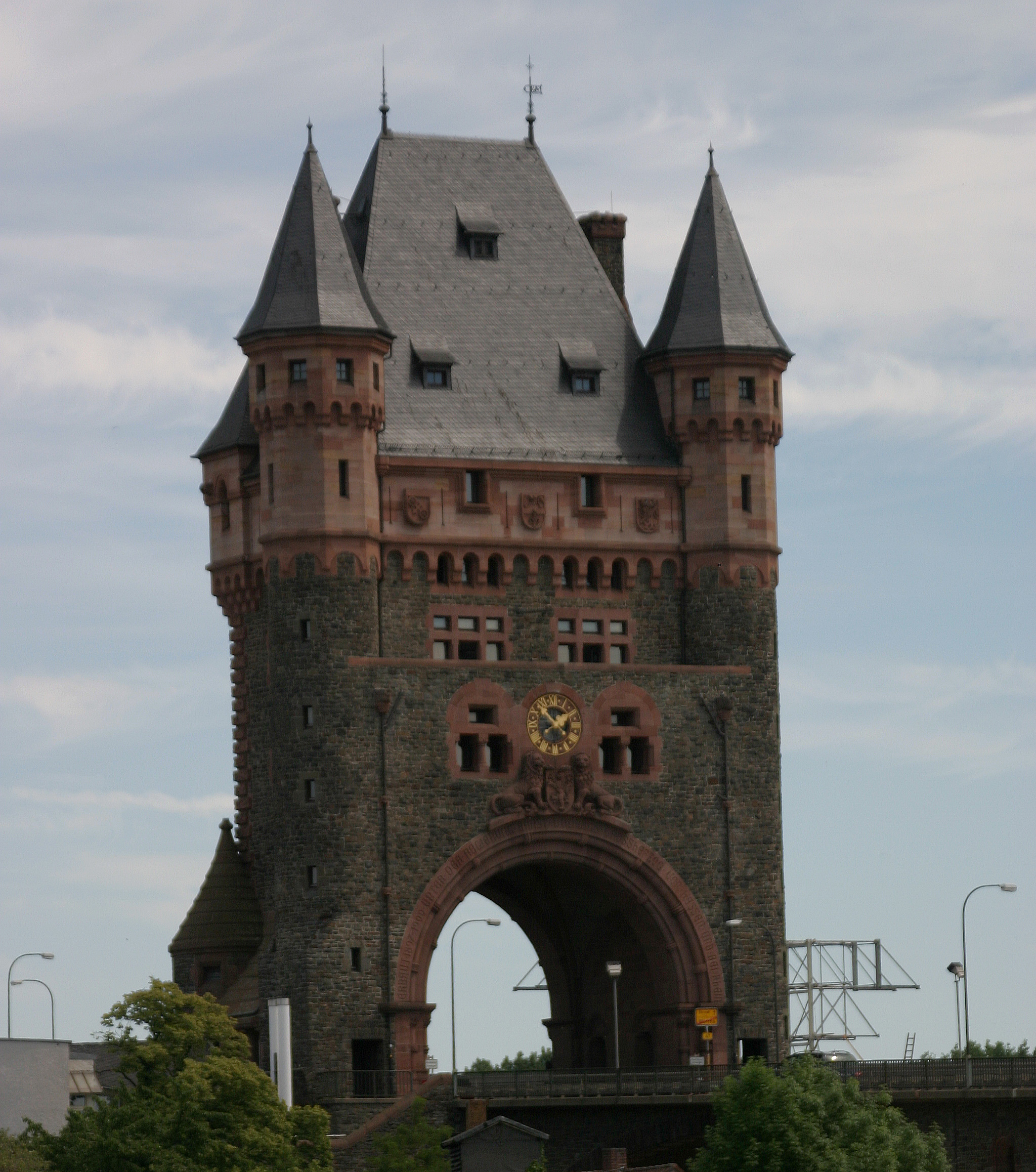
Turnul nibelungilor
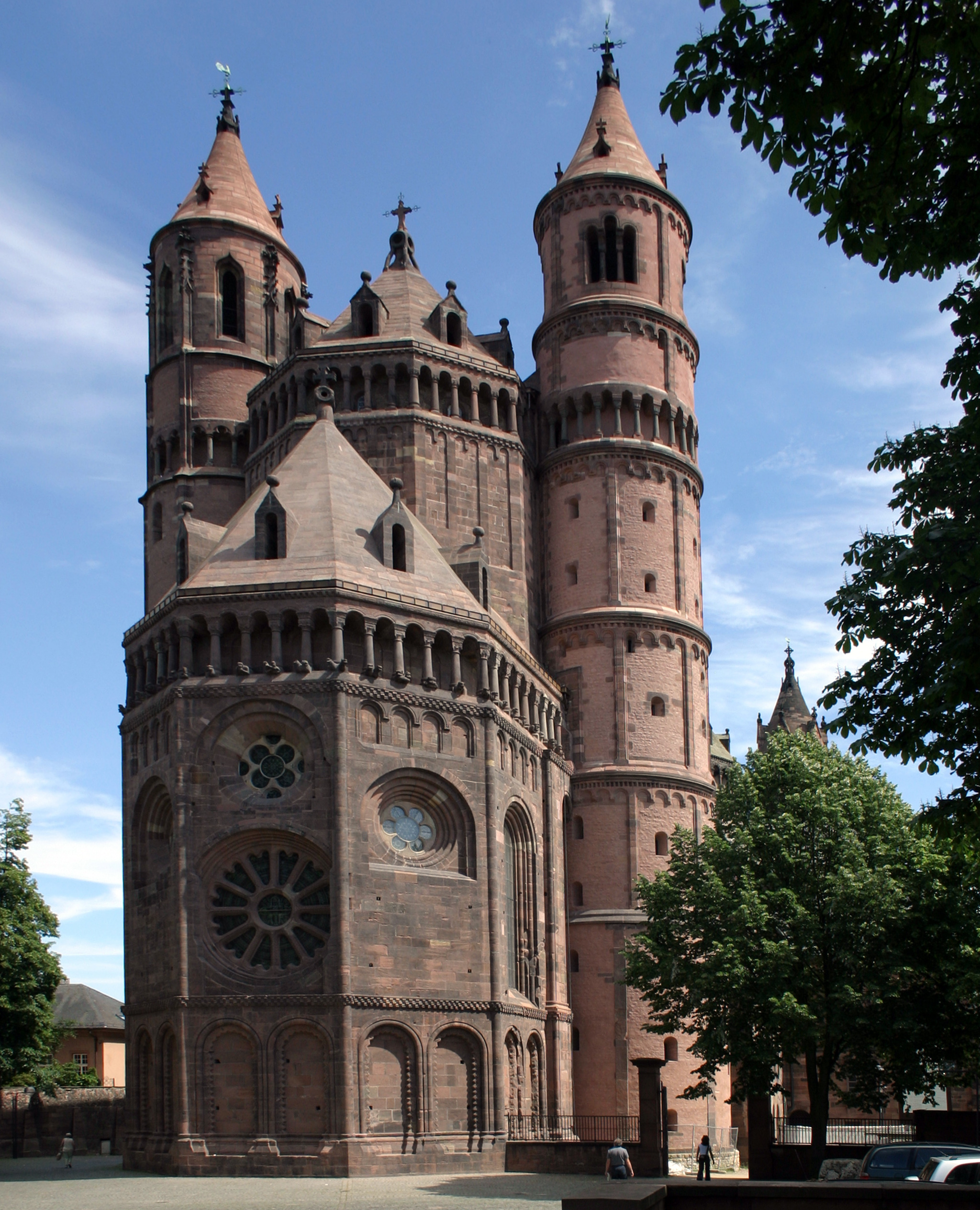
Catedrala Sfântului Petre din Worms, văzută din spate
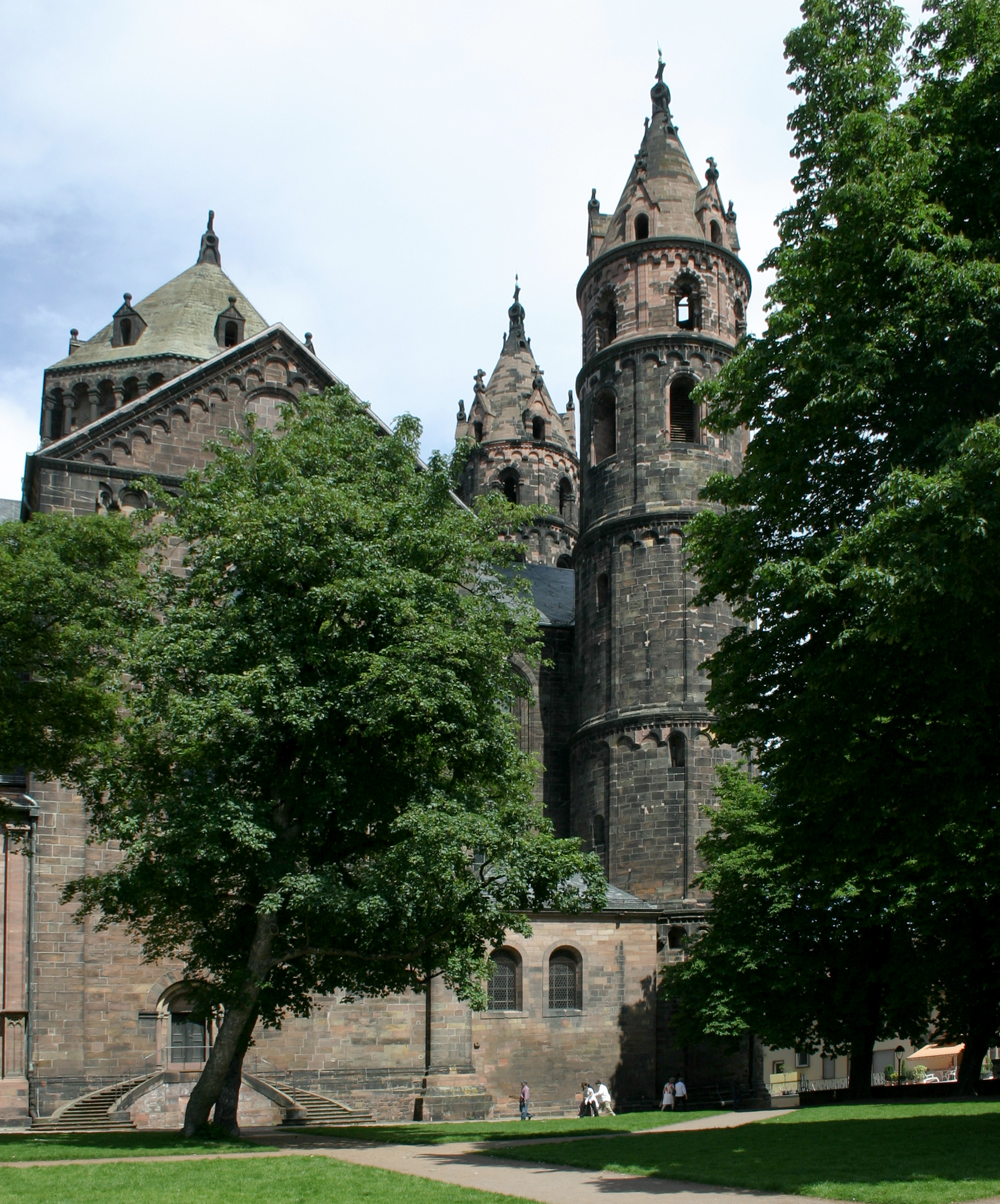
Catedrala Sfântului Petre, văzută din față
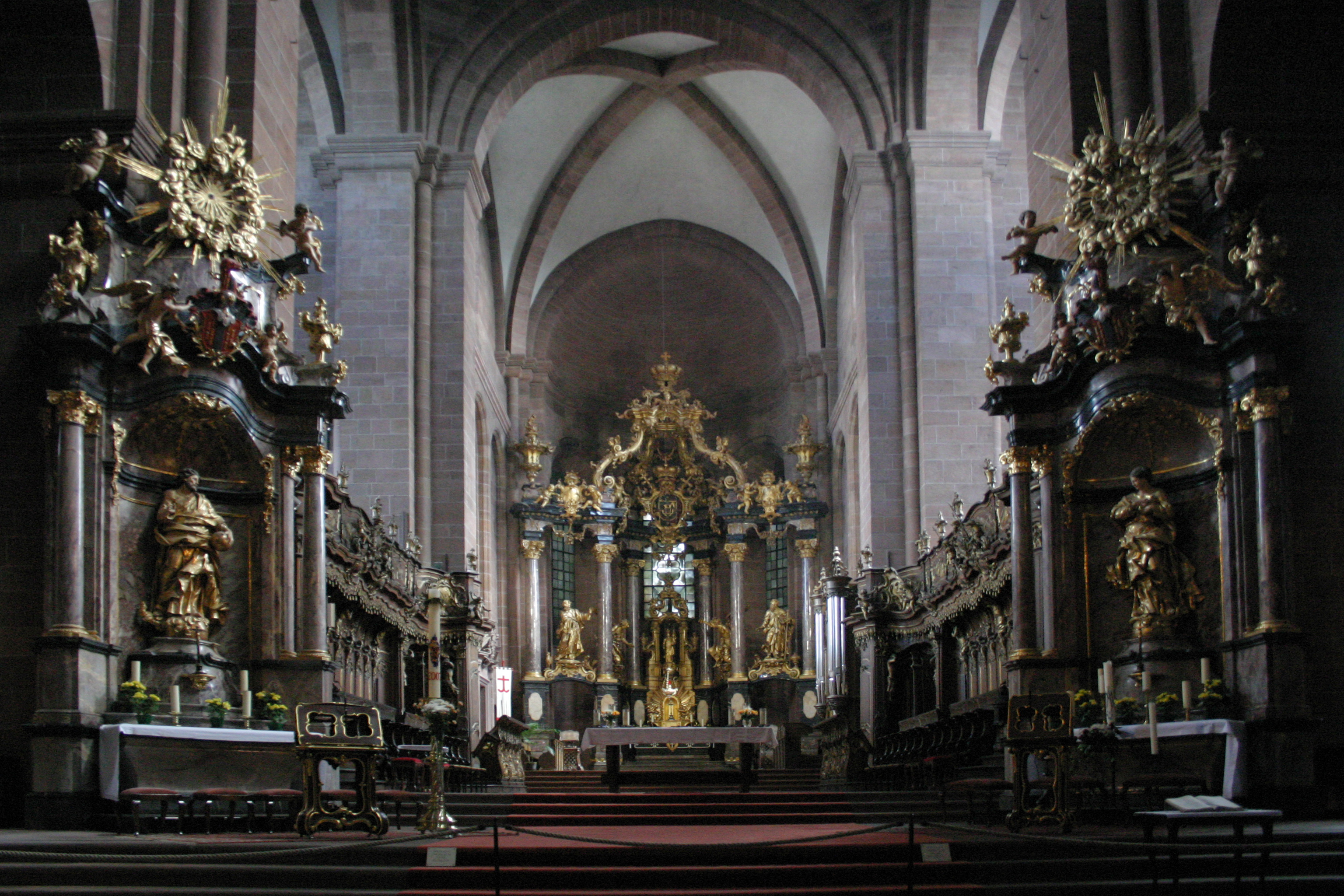
Interiorul Catedralei Sfântului Petre din Worms, văzându-se altarul și tabernacolul
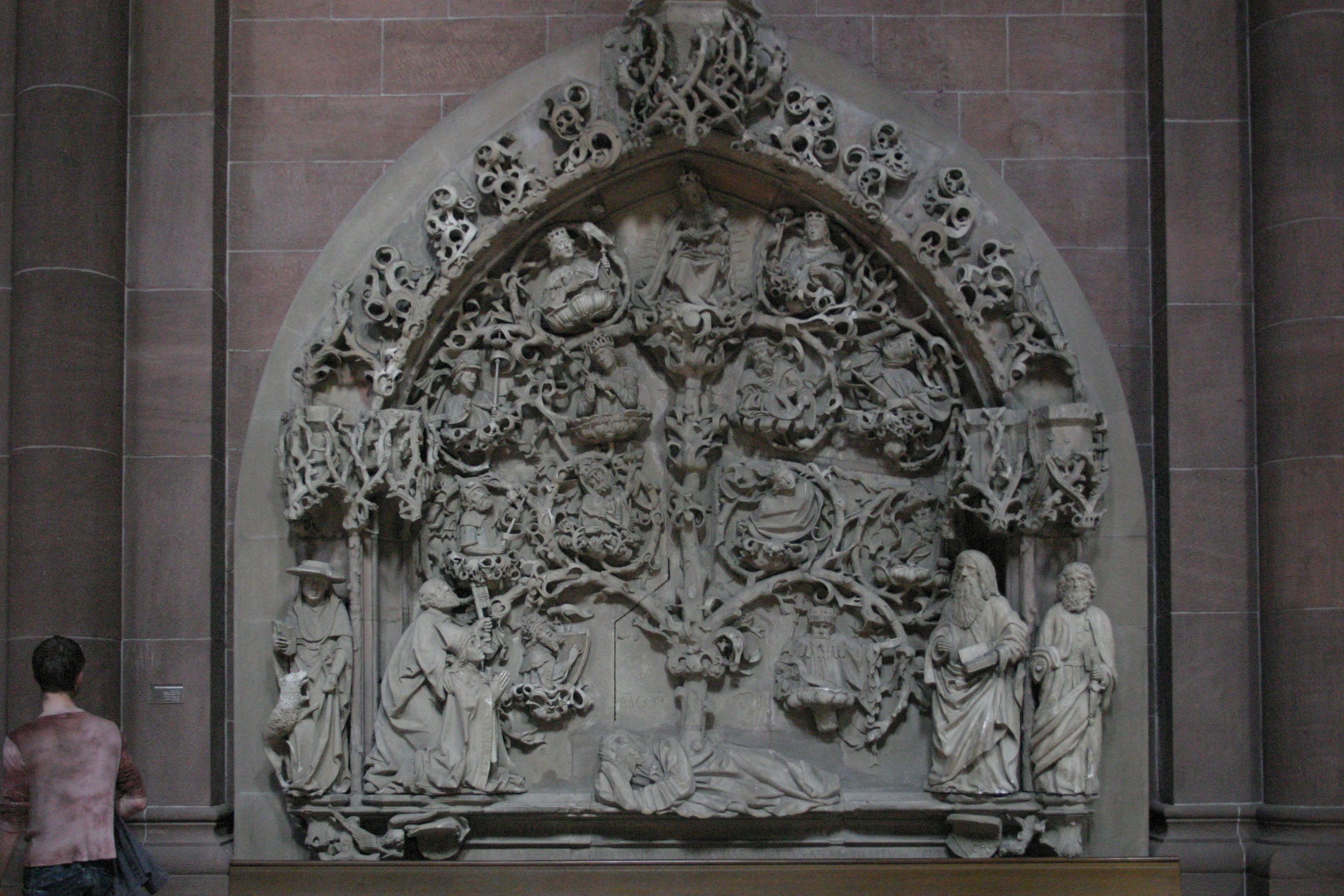
Basorelief al catedralei
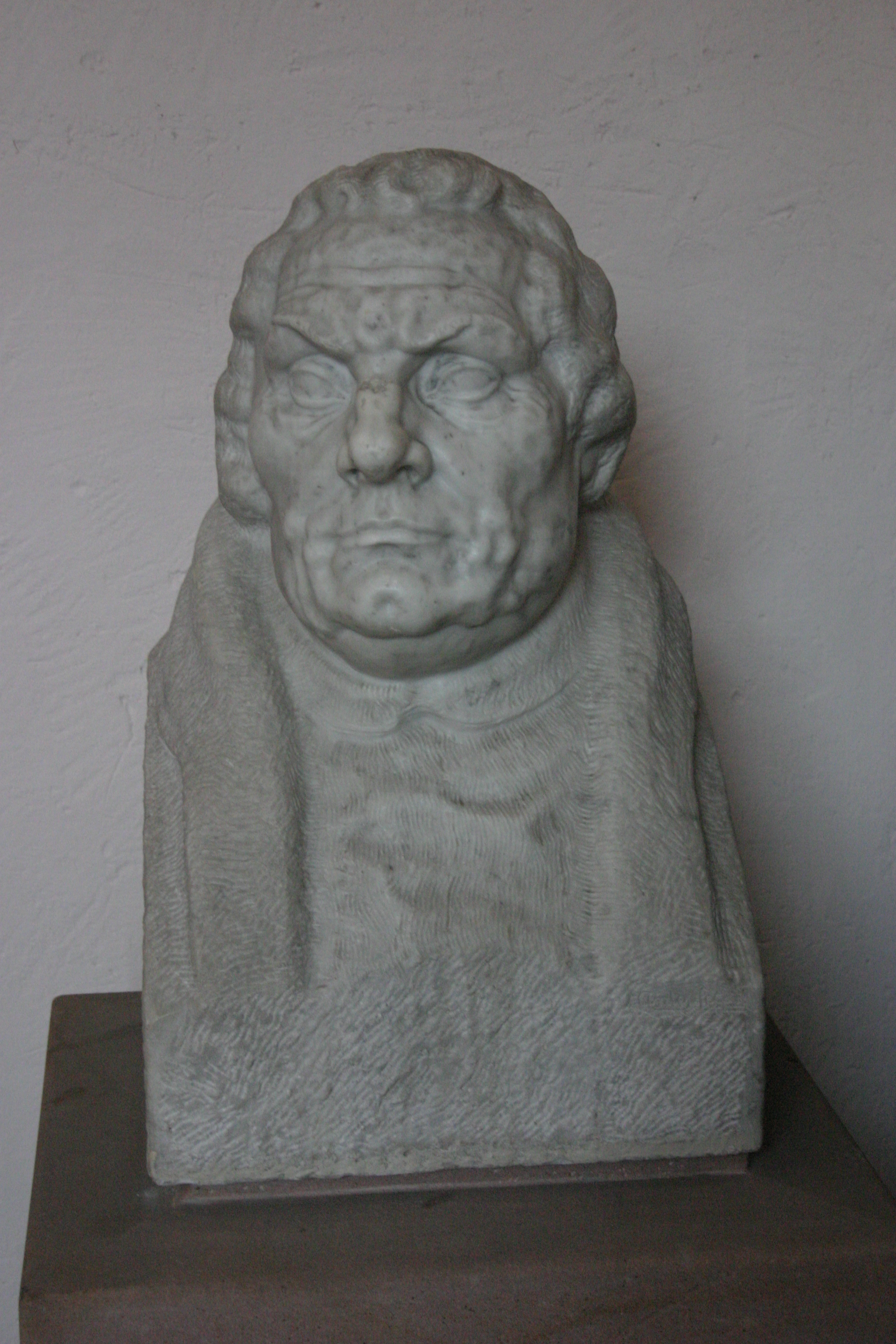
Bustul lui Luther de la Worms
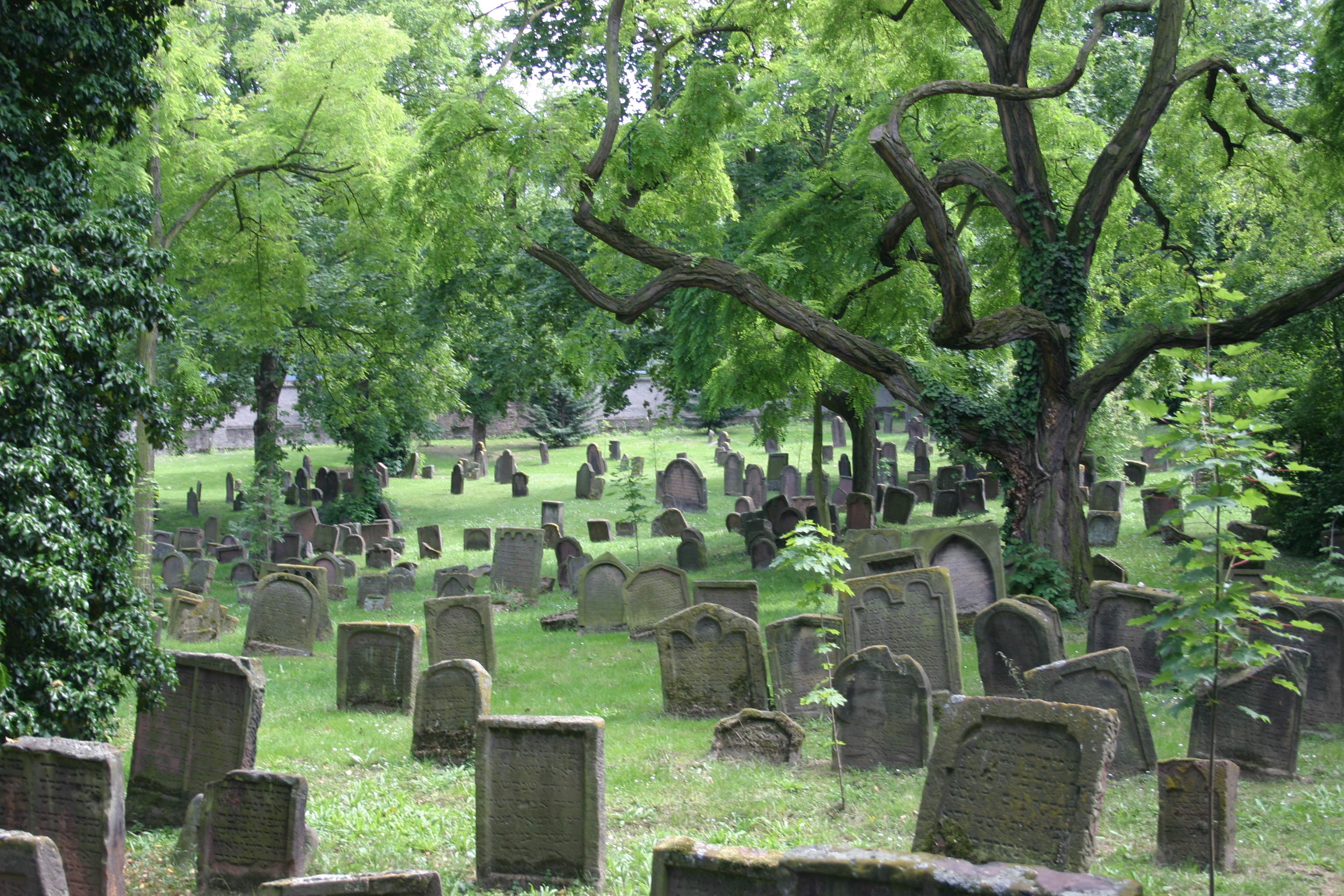
Cimitirul jidovesc din Worms
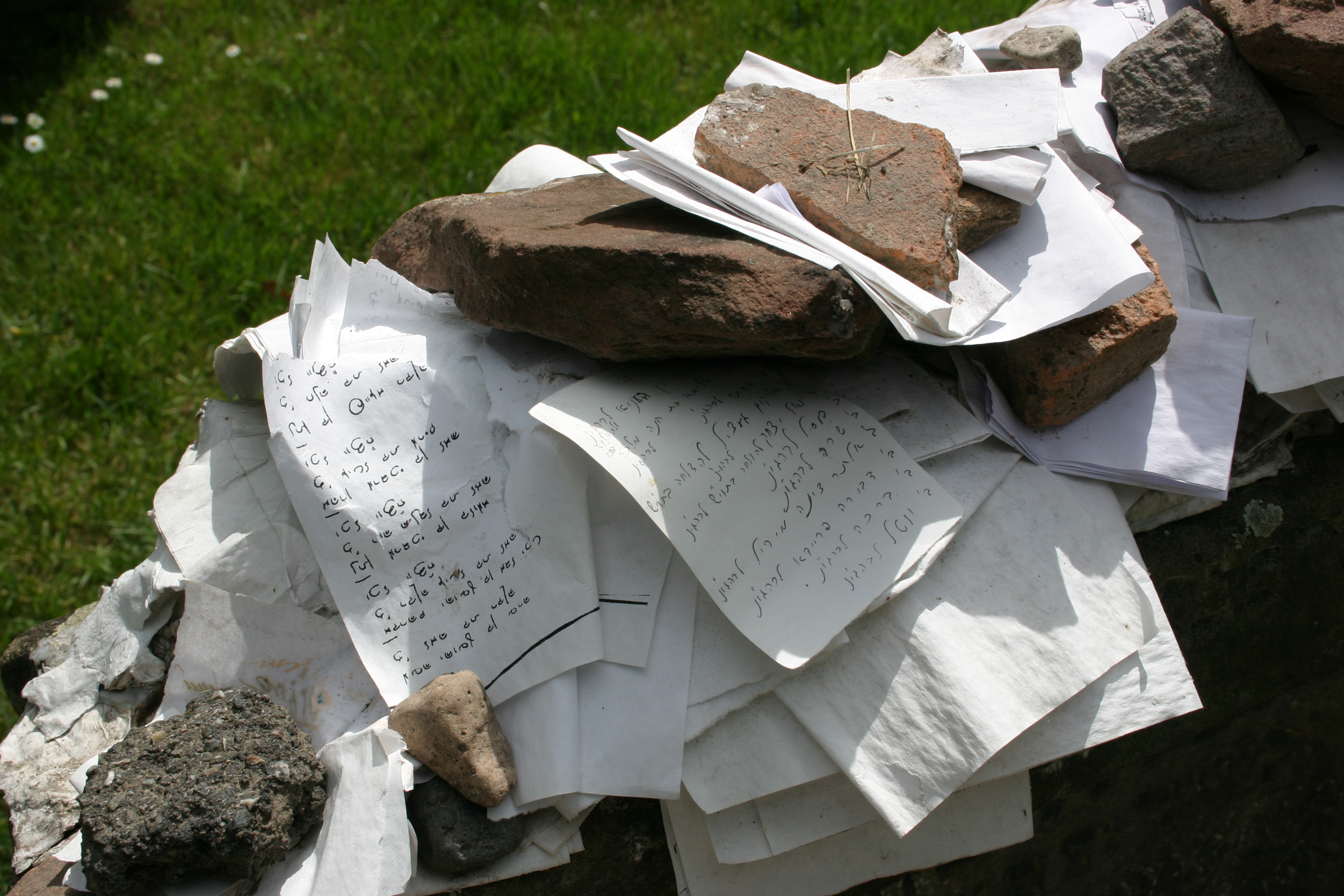
Rugăciuni jidovești scrise și lăsate în cimitirul jidovesc